# Lijst van voetbalinterlands Italië - Schotland
Deze lijst van voetbalinterlands is een overzicht van alle officiële voetbalwedstrijden tussen de nationale teams van Italië en Schotland. De landen speelden tot op heden elf keer tegen elkaar. De eerste ontmoeting, een vriendschappelijke wedstrijd, vond plaats in Rome op 20 mei 1931. Het laatste duel, eveneens een vriendschappelijke wedstrijd, werd gespeeld op 29 mei 2016 in Ta' Qali (Malta).

## Wedstrijden
| №  | Plaats   | Datum            | Competitie           | Wedstrijd          | Uitslag |
| -- | -------- | ---------------- | -------------------- | ------------------ | ------- |
| 1  | Rome     | 20 mei 1931      | Vriendschappelijk    | Italië – Schotland | 3 – 0   |
| 2  | Glasgow  | 9 november 1965  | WK 1966 kwalificatie | Schotland – Italië | 1 – 0   |
| 3  | Napels   | 7 december 1965  | WK 1966 kwalificatie | Italië – Schotland | 3 – 0   |
| 4  | Perugia  | 22 december 1988 | Vriendschappelijk    | Italië – Schotland | 2 – 0   |
| 5  | Glasgow  | 18 november 1992 | WK 1994 kwalificatie | Schotland – Italië | 0 – 0   |
| 6  | Rome     | 13 oktober 1993  | WK 1994 kwalificatie | Italië – Schotland | 3 – 1   |
| 7  | Milaan   | 26 maart 2005    | WK 2006 kwalificatie | Italië – Schotland | 2 – 0   |
| 8  | Glasgow  | 3 september 2005 | WK 2006 kwalificatie | Schotland – Italië | 1 – 1   |
| 9  | Bari     | 28 maart 2007    | EK 2008 kwalificatie | Italië – Schotland | 2 – 0   |
| 10 | Glasgow  | 17 november 2007 | EK 2008 kwalificatie | Schotland – Italië | 1 – 2   |
| 11 | Ta' Qali | 29 mei 2016      | Vriendschappelijk    | Italië – Schotland | 1 – 0   |

## Samenvatting
| Competitie        | Totaal gespeeld | Winst Italië | Gelijk | Winst Schotland | Doelsaldo Italië – Schotland |
| ----------------- | --------------- | ------------ | ------ | --------------- | ---------------------------- |
| WK-kwalificatie   | 6               | 3            | 2      | 1               | 9 − 3                        |
| EK-kwalificatie   | 2               | 2            | 0      | 0               | 4 − 1                        |
| Vriendschappelijk | 3               | 3            | 0      | 0               | 6 − 0                        |
| Totaal            | 11              | 8            | 2      | 1               | 19 − 4                       |

## Details

### Eerste ontmoeting
| Vriendschappelijk (Rome, Italië, 20 mei 1931):               |       |           |
| Italië                                                       | 3 – 0 | Schotland |
| Raffaele Costantino 6' Giuseppe Meazza 42' Raimundo Orsi 87' | goals |           |

### Tweede ontmoeting
| WK 1966 kwalificatie (Glasgow, Schotland, 9 november 1965): |       |        |
| Schotland                                                   | 1 – 0 | Italië |
| John Greig 88'                                              | goals |        |

### Vijfde ontmoeting
| WK 1994 kwalificatie (Glasgow, Schotland, 18 november 1992):                                                                                         |              | |
| Schotland | 0 – 0        | Italië |
| | goals        | |
| Andy Roxburgh | bondscoach   | Arrigo Sacchi |
| Andy Goram Dave McPherson Maurice Malpas Paul McStay Alan McLaren Derek Whyte Gordon Durie 71' Gary McAllister Ally McCoist Ian Durrant 88' Tom Boyd | opstellingen | Gianluca Pagliuca Moreno Mannini 7' Alberto Di Chiara Paolo Maldini Franco Baresi Gianluigi Lentini Demetrio Albertini Stefano Eranio Alessandro Bianchi 65' Giuseppe Signori Roberto Baggio |
| Eoin Jess 71' John Robertson 88' | wissels      | 7' Alessandro Costacurta 65' Roberto Donadoni |
| Derek Whyte 25' | gele kaarten | 35' Alessandro Bianchi |

### Elfde ontmoeting
| Vriendschappelijk (Ta' Qali, Malta, 29 mei 2016): |              | |
| Italië | 1 – 0        | Schotland |
| Graziano Pellè 57' | goals        | |
| Antonio Conte | bondscoach   | Gordon Strachan |
| Gianluigi Buffon Andrea Barzagli Leonardo Bonucci Daniele De Rossi 67' Matteo Darmian 60' Giorgio Chiellini Antonio Candreva 62' Emanuele Giaccherini 80' Graziano Pellè 67' Éder 59' Alessandro Florenzi | opstellingen | David Marshall Charlie Mulgrew Russell Martin 83' James McArthur 46' Callum Paterson Darren Fletcher Grant Hanley 71' Matt Phillips Matt Ritchie 71' Ikechi Anya 46' Ross McCormack |
| Lorenzo Insigne 59' Federico Bernardeschi 60' Marco Parolo 62' Jorge Luiz Frello 67' Simone Zaza 67' Giacomo Bonaventura 80'                                                                              | wissels      | 46' Steven Fletcher 46' Christophe Berra 71' Oliver Burke 71' Steven Naismith 83' Craig Bryson                                                                                      |
| - Debuut van Callum Paterson (Heart of Midlothian) voor Schotland. |              | |

FIGC · A-internationals · Selecties · Bondscoaches · Italiaans vrouwenelftal · Olympisch elftal · Italië U21 · Italië U20 · Italië U19 · Italië U18 · Italië U17 · Italië U16 · Vrouwen U17
1910 – 1919 ·
1920 – 1929 ·
1930 – 1939 ·
1940 – 1949 ·
1950 – 1959 ·
1960 – 1969 ·
1970 – 1979 ·
1980 – 1989 ·
1990 – 1999 ·
2000 – 2009 ·
2010 – 2019 ·
2020 − 2029
EK's: 1968 · 
1980 · 
1988 · 
1996 · 
2000 · 
2004 · 
2008 · 
2012 · 
2016 ·
2020 ·
2024
WK's: 1934 · 
1938 · 
1950 · 
1954 · 
1962 · 
1966 · 
1970 · 
1974 · 
1978 · 
1982 · 
1986 · 
1990 · 
1994 · 
1998 · 
2002 · 
2006 · 
2010 · 
2014
OS: 1912 · 
1920 · 
1924 · 
1928 · 
1936 · 
1948 · 
1952 · 
1960 · 
1984 · 
1988 · 
1992 · 
1996 · 
2000 · 
2004 · 
2008
1911 · 
1912 · 
1913 · 
1914 · 
1915 · 
1916 · 1917 · 1918 · 1919 · 
1920 · 
1921 · 
1922 · 
1923 · 
1924 · 
1925 · 
1926 · 
1927 · 
1928 · 
1929 · 
1930 · 
1931 · 
1932 · 
1933 · 
1934 · 
1935 · 
1936 · 
1937 · 
1938 · 
1939 · 
1940 · 
1941 · 
1942 · 
1943 · 1944 · 
1945 · 
1946 · 
1947 · 
1948 · 
1949 · 
1950 · 
1952 · 
1952 · 
1953 · 
1954 · 
1955 · 
1956 · 
1957 · 
1958 · 
1959 · 
1960 · 
1961 · 
1962 · 
1963 · 
1964 · 
1965 · 
1966 · 
1967 · 
1968 · 
1969 · 
1970 · 
1971 · 
1972 · 
1973 · 
1974 · 
1975 · 
1976 · 
1977 · 
1978 · 
1979 · 
1980 · 
1981 · 
1982 · 
1983 · 
1984 · 
1985 · 
1986 · 
1987 · 
1988 · 
1989 · 
1990 ·
1991 · 
1992 · 
1993 · 
1994 · 
1995 · 
1996 · 
1997 · 
1998 · 
1999 · 
2000 · 
2001 · 
2002 · 
2003 · 
2004 · 
2005 · 
2006 · 
2007 · 
2008 · 
2009 · 
2010 · 
2011 · 
2012 · 
2013 · 
2014 · 
2015 · 
2016 · 
2017 ·
2018 ·
2019 ·
2020 ·
2021 ·
2022 ·
2023 ·
2024
Albanië ·
Algerije ·
Argentinië ·
Armenië ·
Australië ·
Azerbeidzjan ·
België ·
Bosnië en Herzegovina ·
Brazilië ·
Bulgarije ·
Canada ·
Chili ·
China ·
Costa Rica ·
Cyprus ·
DDR ·
Denemarken ·
Duitsland ·
Ecuador ·
Egypte ·
Engeland ·
Estland ·
Faeröer ·
Finland ·
Frankrijk ·
Georgië ·
Ghana ·
Griekenland ·
Haïti ·
Hongarije ·
Ierland ·
IJsland ·
Israël ·
Ivoorkust ·
Japan ·
Joegoslavië ·
Kameroen ·
Kroatië ·
Liechtenstein · 
Litouwen ·
Luxemburg ·
Malta ·
Marokko ·
Mexico ·
Moldavië ·
Montenegro ·
Nederland ·
Nieuw-Zeeland ·
Nigeria ·
Noord-Ierland ·
Noord-Korea ·
Noord-Macedonië ·
Noorwegen ·
Oekraïne ·
Oostenrijk ·
Paraguay ·
Peru ·
Polen ·
Portugal ·
Roemenië ·
Rusland ·
San Marino ·
Saoedi-Arabië ·
Schotland ·
Servië ·
Servië en Montenegro ·
Slovenië ·
Slowakije ·
Sovjet-Unie ·
Spanje ·
Tsjechië ·
Tsjecho-Slowakije ·
Tunesië ·
Turkije ·
Uruguay ·
Venezuela ·
Verenigde Staten ·
Wales ·
Wit-Rusland ·
Zuid-Afrika ·
Zuid-Korea ·
Zweden ·
Zwitserland
Argentinië (1982) · 
Australië (2006) · 
België (2016) · 
België (2021) · 
Brazilië (1970) · 
Brazilië (1982) · 
Brazilië (1994) · 
Costa Rica (2014) · 
Duitsland (2006) · 
Duitsland (2012) · 
Engeland (2012) ·
Engeland (2014) ·
Engeland (2021) ·
Frankrijk (2000) · 
Frankrijk (2006) · 
Frankrijk (2008) · 
Ghana (2006) · 
Hongarije (1938) · 
Ierland (2012) · 
Joegoslavië (1968) · 
Kameroen (1982) · 
Kroatië (2012) · 
Nederland (2008) · 
Nieuw-Zeeland (2010) · 
Oekraïne (2006) · 
Oostenrijk (2021) · 
Paraguay (2010) · 
Peru (1982) · 
Polen (1982, 1) · 
Polen (1982, 2) · 
Roemenië (2008) · 
Spanje (2008) ·
Spanje (2012, 1) ·
Spanje (2012, 2) ·
Spanje (2016) ·
Spanje (2021) ·
Tsjechië (2006) · 
Turkije (2021) · 
Uruguay (2014) · 
Verenigde Staten (2006) · 
Wales (2021) · 
West-Duitsland (1982) · 
Zweden (2016) · 
Zwitserland (2021)
SFA · A-internationals · Selecties · Bondscoaches · Statistieken · Schots vrouwenelftal · Brits olympisch elftal · Schotland U21 · Schotland U20 · Schotland U19 · Schotland U18 · Schotland U17 · Schotland U16 · Vrouwen U17
1872 – 1899 ·
1900 – 1919 ·
1920 – 1929 ·
1930 – 1939 ·
1940 – 1949 ·
1950 – 1959 ·
1960 – 1969 ·
1970 – 1979 ·
1980 – 1989 ·
1990 – 1999 ·
2000 – 2009 ·
2010 – 2019 ·
2020 − 2029
EK's: 1992 ·
1996 ·
2020 ·
2024
WK's: 1954 ·
1958 ·
1974 ·
1978 ·
1982 ·
1986 ·
1990 ·
1998
1872 ·
1873 ·
1874 ·
1875 ·
1876 ·
1877 ·
1878 ·
1878 ·
1879 ·
1880 ·
1881 ·
1882 ·
1883 ·
1884 ·
1885 ·
1886 ·
1887 ·
1888 ·
1889 ·
1890 ·
1891 ·
1892 ·
1893 ·
1894 ·
1895 ·
1896 ·
1897 ·
1898 ·
1899 ·
1900 ·
1901 ·
1902 ·
1903 ·
1904 ·
1905 ·
1906 ·
1907 ·
1908 ·
1909 ·
1910 ·
1911 ·
1912 ·
1913 ·
1914 ·
1915–1919 ·
1920 ·
1921 ·
1922 ·
1923 ·
1924 ·
1925 ·
1926 ·
1927 ·
1928 ·
1929 ·
1930 ·
1931 ·
1932 ·
1933 ·
1934 ·
1935 ·
1936 ·
1937 ·
1938 ·
1939 ·
1940–1945 ·
1946 ·
1947 ·
1948 ·
1949 ·
1950 ·
1951 ·
1952 ·
1953 ·
1954 ·
1955 ·
1956 ·
1957 ·
1958 ·
1959 ·
1960 ·
1960 ·
1961 ·
1962 ·
1963 ·
1964 ·
1965 ·
1966 ·
1967 ·
1968 ·
1969 ·
1970 ·
1971 ·
1972 ·
1973 ·
1974 ·
1975 ·
1976 ·
1977 ·
1978 ·
1979 ·
1980 ·
1981 ·
1982 ·
1983 ·
1984 ·
1985 ·
1986 ·
1987 ·
1988 ·
1989 ·
1990 ·
1991 ·
1992 ·
1993 ·
1994 ·
1995 ·
1996 ·
1997 ·
1998 ·
1999 ·
2000 ·
2001 ·
2002 ·
2003 ·
2004 ·
2005 ·
2006 ·
2007 ·
2008 ·
2009 ·
2010 ·
2011 ·
2012 ·
2013 ·
2014 · 
2015 · 
2016 · 
2017 ·
2018 ·
2019 ·
2020 ·
2021 ·
2022
Albanië ·
Argentinië · 
Armenië ·
Australië ·
België ·
Bosnië en Herzegovina ·
Brazilië ·
Bulgarije ·
Canada ·
Chili ·
Colombia ·
Congo-Kinshasa ·
Costa Rica ·
Cyprus ·
DDR ·
Denemarken ·
Duitsland ·
Ecuador ·
Egypte ·
Engeland ·
Estland ·
Faeröer ·
Finland ·
Frankrijk ·
Georgië ·
Gibraltar · 
GOS ·
Griekenland ·
Hongarije ·
Ierland ·
IJsland ·
Iran ·
Israël ·
Italië ·
Japan ·
Joegoslavië ·
Kazachstan ·
Kroatië ·
Letland ·
Liechtenstein ·
Litouwen ·
Luxemburg ·
Malta ·
Marokko ·
Mexico ·
Moldavië ·
Nederland ·
Nieuw-Zeeland ·
Nigeria · 
Noord-Ierland ·
Noord-Macedonië ·
Noorwegen ·
Oekraïne ·
Oostenrijk ·
Paraguay ·
Peru ·
Polen ·
Portugal ·
Qatar ·
Roemenië ·
Rusland ·
San Marino ·
Saoedi-Arabië ·
Servië ·
Slovenië ·
Slowakije · 
Sovjet-Unie ·
Spanje ·
Trinidad en Tobago · 
Tsjechië ·
Tsjecho-Slowakije ·
Turkije · 
Uruguay ·
Verenigde Staten ·
Wales ·
Wit-Rusland ·
Zuid-Afrika ·
Zuid-Korea ·
Zweden ·
Zwitserland
Engeland (2021) · 
Kroatië (2021) · 
Nieuw-Zeeland (1982) · 
Tsjechië (2021)